# NGC 4881
NGC 4881 est une galaxie elliptique située dans la constellation de la Chevelure de Bérénice. Sa vitesse par rapport au fond diffus cosmologique est de 7 008 ± 20 km/s, ce qui correspond à une distance de Hubble de 103,4 ± 7,2 Mpc (∼337 millions d'al). NGC 4881 a été découverte par l'astronome prussien Heinrich Louis d'Arrest en 1865.

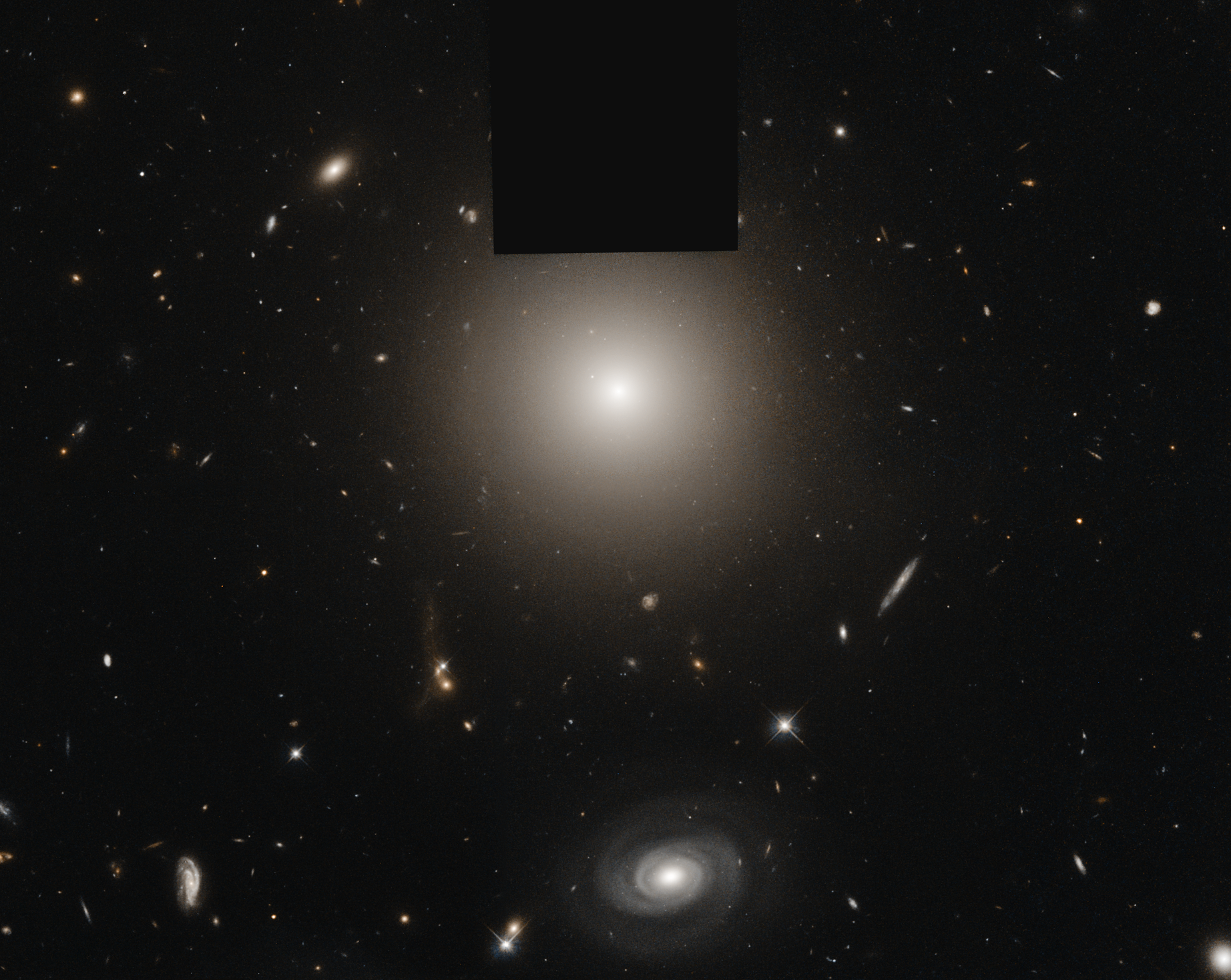
NGC 4881 par le télescope spatial Hubble.

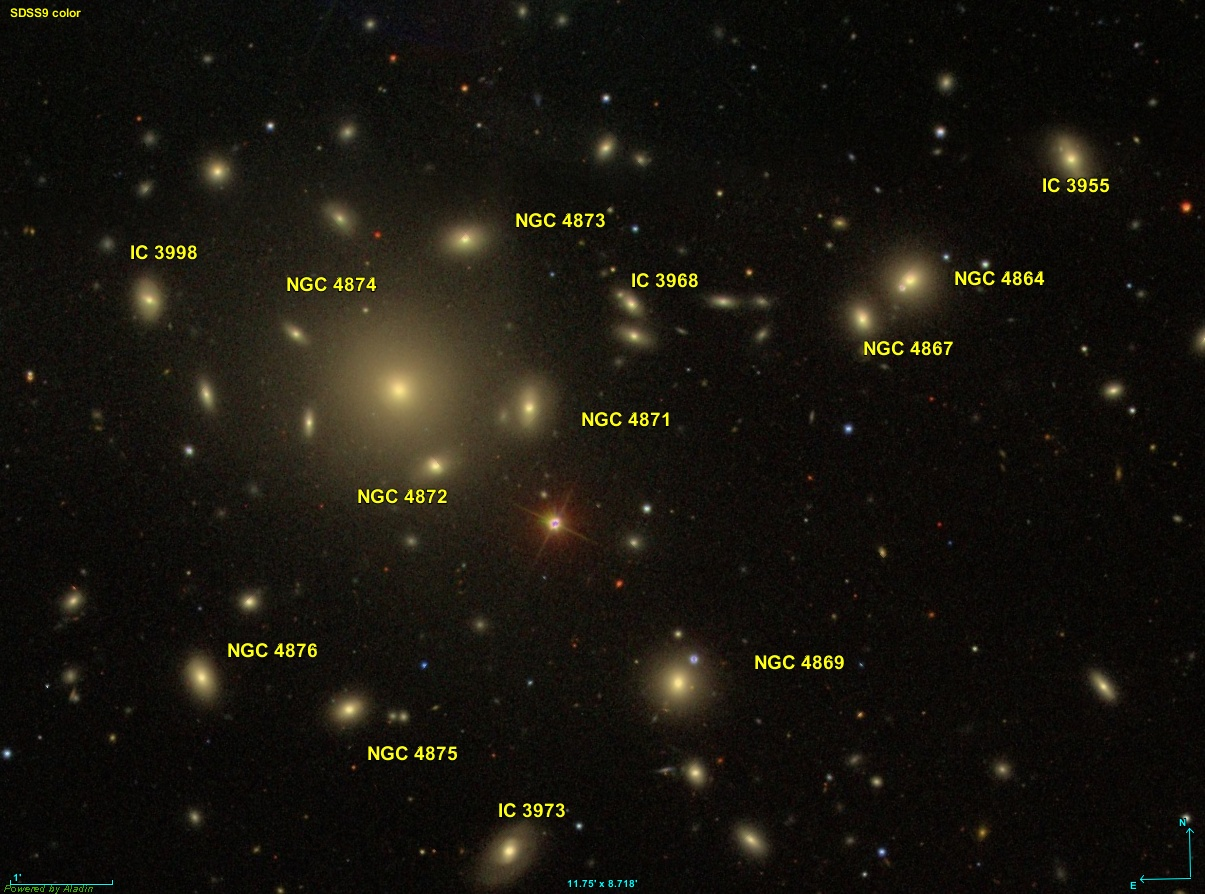
De nombreuses galaxies se trouvent dans la même région de la sphère céleste que NGC 4881, mais selon les sources consultées peu d'entre elles font partie d'un groupe de galaxies. Elles sont cependant à l'intérieur de l'amas de la Chevelure de Bérénice.

À ce jour, une quinzaine de mesures non basées sur le décalage vers le rouge (redshift) donnent une distance de 104,313 ± 23,494 Mpc (∼340 millions d'al), ce qui est à l'intérieur des valeurs de la distance de Hubble.
La désignation DRCG 27-217 est utilisée par Wolfgang Steinicke pour indiquer que cette galaxie figure au catalogue des amas galactiques d'Alan Dressler. Les nombres 27 et 217 indiquent respectivement que c'est le 27e amas de la liste, soit Abell 1656 (l'amas de la Chevelure de Bérénice), et la 217e galaxie de cet amas. Cette même galaxie est aussi désignée par ABELL 1656:[D80] 217 par la base de données NASA/IPAC, ce qui est équivalent. Dressler indique que NGC 4881 est une galaxie elliptique de type E.